# Hellraiser V: Wrota piekieł
Hellraiser V: Wrota piekieł (oryg. Hellraiser: Inferno) — amerykański horror direct-to-video z 2000, wyreżyserowany przez Scotta Derricksona (który jednocześnie jest współautorem scenariusza). Budżet produkcji wyniósł około 2 milionów dolarów.

## Zarys fabuły
Detektyw Joseph Thorne zostaje wezwany na miejsce drastycznej zbrodni. Ku własnemu zaskoczeniu, odkrywa w ofierze swojego znajomego ze szkoły średniej. W apartamencie zmarłego odnajduje tajemniczy sześcian, która postanawia wziąć ze sobą. Tego czynu już wkrótce będzie żałować. Zostaje bowiem wciągnięty w perwersyjną, irracjonalną grę, której stawką jest życie jego i jego bliskich.

## Obsada
- Craig Sheffer jako detektyw Joseph Thorne
- Nicholas Turturro jako detektyw Tony Nenonen
- James Remar jako dr Paul Gregory
- Doug Bradley jako Pinhead
- Sasha Barrese jako Daphne Sharp
- Kathryn Joosten jako matka Thorne'a

## Odbiór
Calum Marsh z magazynu „Esquire” nazwał ten film szokująco dobrym.